# Elis Nordh

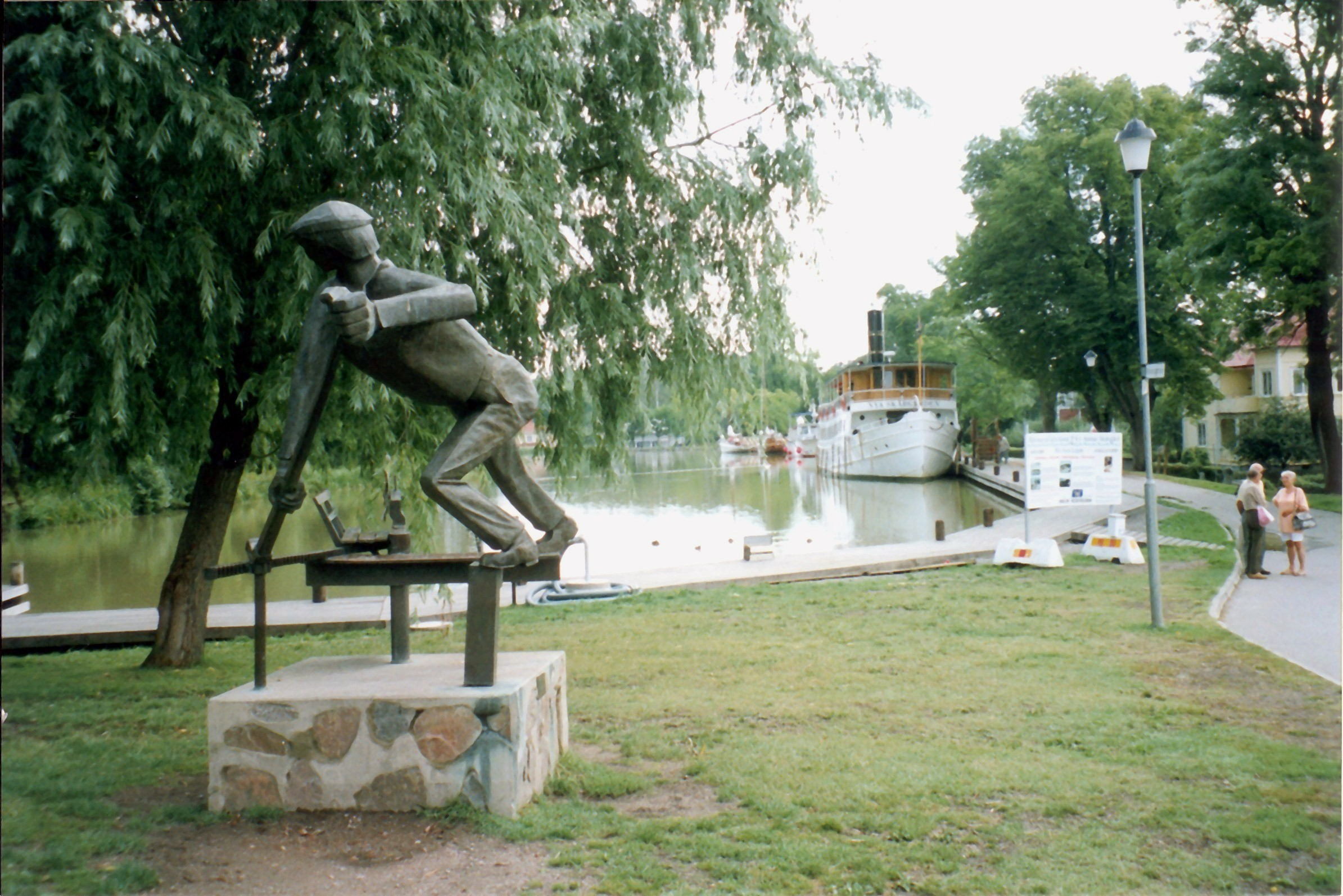
Slussvaktaren i Söderköping

Elis Vilhelm Nordh, född 3 augusti 1918 i Fägre församling Västergötland, död 9 augusti 1984 i Söderköping, var en svensk skulptör och grafiker.
Elis Nordh var son till kyrkovaktmästaren Per Johan Alfred Nordh och Astrid Charlotta Gustafsson samt från 1953 gift med Gertis Anna-Greta Grundström. Han växte upp som ett av sju barn i en familj i Fägre i Västergötland. Han gick i lära hos en skulptör i Tibro men var huvudsakligen autodidakt och bedrev självstudier under resor till Paris 1950 och 1953. Tillsammans med Agne Johansson ställde han ut i Norrköping 1954 och 1958 ställde han ut tillsammans med Stig Sellén på Sturegalleriet i Stockholm. Han var representerad i Stockholmssalongen på Liljevalchs konsthall 1960 och i en utställning på Norrköpings konstmuseum 1956. Han medverkade i ett flertal utställningar arrangerade av Östgöta konstförening.
Hans konst består av träskulpturer i det mindre formatet senare övergick han till större arbeten i metall, polykromt trä, gips och några enstaka porträttskulpturer bland annat av Albert Sjöström. För Norrköpings kommun utförde han 1955 ett förslag på lekskulpturen Grottan i stil med Egon Möller-Nielsens Humlegårdsskulptur Tufsen. Som grafiker medverkade han i en grafikportfölj som utgavs av åtta  Norrköpingskonstnärer 1956. Han flyttade till Norrköping 1943 och bodde från 1977 utanför Söderköping.
Nordh är representerad vid Flygvapenmuseum och Norrköpings konstmuseum med gipsskulpturen Tornet.

## Offentliga verk i urval
- Rymdkonstruktion, 1964, Mässhallarna Himmelstalund i Norrköping (inköpt av Norrköpings stad vid utställningen NU 64)
- Snäckan, 1972, Regionsjukhuset i Linköping
- Torgbrunn, koppar, 1975, i Mjölby
- Lampkrona, järn, 1978, Berga kyrka i Linköping
- De fem åldrarna, brons, 1980, innegård på Kungsgatan 19 i Linköping
- Slussvaktaren, koppar, 1982, kanalhamnen i Söderköping
- Mercurius, koppar, 1984, Tyska torget i Norrköping